# Fiemel Ae
De Fiemel Ae, Finser Ae of Oude Ae (ook Ffimell Ee, Fymele Ae, Fijmelinger Æ) was een riviertje dat ontsprong in het hoogveen achter Finsterwolde en Oostwold en zich vermoedelijk voortzette door de latere Dollardpolders tot  de buurtschap Fiemel bij de Punt van Reide, waar hij eerder in zee zal hebben gestroomd. Da naam zal ontleend zijn aan de wierde van Fiemel.
Het riviertje wordt mogelijk al in de twaalfde eeuw vmeld. Een notitie in de goederenregisters van de Abdij van Werden spreekt over het dorp Reiderwolde als Reidi in Walda in Tifanbecan of Fifanbetan. Met deze term  werd wellicht de Fiemel Ae bedoeld. Het kan echter ook zijn dat deze plaatsnaam moet worden gelezen als *Fif-ambe(h)tan, met de uitgang -ambacht 'district'.
De monding bij Fiemel moet al vroegtijdig zijn afgedamd, waarna men het water in de Munter Ee leidde. In 1391 en 1420 werd vastgelegd dat de uitmonding het grootste deel van het jaar moest worden afgesloten om wateroverlast in het Oldambt te voorkomen. Waarschijnlijk vormde de benedenloop de grens tussen het Oldambt en het Reiderland.
De Oude Ae bij Oostwold is ten gevolge van ruilverkavelingen verdwenen. Het riviertje gaf zijn naam aan de buurtschap Ekamp.